# 第102屆全國高等學校棒球錦標賽
第102屆全國高等學校棒球錦標賽是日本全国高等学校棒球锦标赛原規劃舉辦的第102屆賽事，最初規劃於2020年8月10日開始在阪神甲子園球場舉行；但最終因2019冠状病毒病疫情在5月20日宣布取消本屆全部賽事。
這也是高等學校棒球錦標賽自1918年第4屆賽事因米騷動取消，1941年第27屆賽事因戰爭因素取消後，第三次取消的賽事。
本屆大會的標語為。

## 概要
日本在2020年二月以來即受到2019冠状病毒病疫情的影響，原訂在2020年3月19日舉行的第92屆選拔高等學校棒球大會即因而在3月11日決定取消，同時期全日本的學校也為了防疫而停止上課，各校棒球隊的活動也因而暫停；日本高等學校棒球聯盟考量錦標賽整個賽事除了有大量球隊球員、加油團的跨縣移動外，在球場也有觀眾群聚的風險，雖也考慮過取消觀眾入場及採線上抽籤會的方式，但在感染專家的建議下，仍在5月20日宣布取消本次包含各地方選拔賽的全部賽事。
根據關西大學宮本勝浩的分析，取消此次賽事將對全日本包括在各地方大會造成約672億日圓的經濟損失。
雖然日本高等學校棒球聯盟取消了此次賽事，但仍同意各都道府縣的高等學校棒球聯盟可以自行判斷是否舉辦獨立的地方賽事，並獲得政府的同意；最終日本各都道府縣仍是在七月至八月的暑假期間完成了各地的獨立錦標賽。
原應於本屆賽事開幕時由上屆優勝學校履正社高等學校交回的優勝旗，則是在2020年9月19日於甲子園球場完成歸還儀式。
本屆賽事雖然取消，但第「102屆」的號碼並不會在其他年度使用，隔年的賽事名為「第103屆全國高等學校棒球錦標賽」，而之後各學校連續出場次數的計算也會註明是跳過本屆賽事。

## 各地方舉辦的獨立錦標賽
| 地方大賽 | 地方大賽                                  | 地方大賽                                  | 賽事期間 | 賽事期間 | 賽事期間 | 參賽隊伍數 | 優勝學校                               | 備註                                   | 跨地方賽事                               | 賽事期間          | 優勝學校             |
| -------- | ----------------------------------------- | ----------------------------------------- | -------- | -------- | -------- | ---------- | -------------------------------------- | -------------------------------------- | ---------------------------------------- | ----------------- | -------------------- |
| 北海道   | 令和2年夏季北海道高等學校棒球北北海道大會 | 令和2年夏季北海道高等學校棒球北北海道大會 | 7月11日  | ～       | 8月11日  | 79         | 克拉克紀念國際高等學校                 |                                        |                                          |                   |                      |
| 北海道   | 令和2年夏季北海道高等學校棒球南北海道大會 | 令和2年夏季北海道高等學校棒球南北海道大會 | 7月11日  | ～       | 8月9日   | 102        | 札幌第一高等學校                       |                                        |                                          |                   |                      |
| 青森     | 令和2年度夏季青森縣高校棒球大會           | 令和2年度夏季青森縣高校棒球大會           | 7月14日  | ～       | 7月28日  | 59         | 青森山田高等学校                       |                                        | 令和2年東北地區高等學校棒球大會          | 8月9日 ｜ 8月12日 | 聖光學院高等學校     |
| 岩手     | 令和2年夏季岩手縣高等學校棒球大會         | 令和2年夏季岩手縣高等學校棒球大會         | 7月1日   | ～       | 7月26日  | 65         | 一關學院高等學校                       |                                        | 令和2年東北地區高等學校棒球大會          | 8月9日 ｜ 8月12日 | 聖光學院高等學校     |
| 秋田     | 2020秋田縣高等學校棒球大會                | 2020秋田縣高等學校棒球大會                | 7月9日   | ～       | 7月22日  | 44         | 北亞大學明櫻高等學校                   |                                        | 令和2年東北地區高等學校棒球大會          | 8月9日 ｜ 8月12日 | 聖光學院高等學校     |
| 山形     | 山形縣高等學校棒球大會2020                | 山形縣高等學校棒球大會2020                | 7月11日  | ～       | 8月1日   | 45         | 鶴岡東高等學校                         |                                        | 令和2年東北地區高等學校棒球大會          | 8月9日 ｜ 8月12日 | 聖光學院高等學校     |
| 宮城     | 令和2年東北地區高等學校棒球宮城大會       | 令和2年東北地區高等學校棒球宮城大會       | 7月11日  | ～       | 8月1日   | 67         | 仙台育英学园高等学校                   |                                        | 令和2年東北地區高等學校棒球大會          | 8月9日 ｜ 8月12日 | 聖光學院高等學校     |
| 福島     | 福島2020夏季高等學校棒球大會              | 福島2020夏季高等學校棒球大會              | 7月18日  | ～       | 8月7日   | 71         | 聖光學院高等學校                       |                                        | 令和2年東北地區高等學校棒球大會          | 8月9日 ｜ 8月12日 | 聖光學院高等學校     |
| 茨城     | 2020年夏季茨城縣高等學校棒球大會          | 2020年夏季茨城縣高等學校棒球大會          | 7月11日  | ～       | 8月5日   | 90         | 因天候影響賽程，最終僅進行至八強賽結束 | 因天候影響賽程，最終僅進行至八強賽結束 |                                          |                   |                      |
| 栃木     | 2020年栃木縣高校棒球交流比賽              | 2020年栃木縣高校棒球交流比賽              | 7月18日  | ～       | 8月3日   | 60         | 因天候影響賽程，最終僅進行至三回戰結束 | 因天候影響賽程，最終僅進行至三回戰結束 |                                          |                   |                      |
| 群馬     | 2020年群馬縣高等學校棒球大會              | 2020年群馬縣高等學校棒球大會              | 7月18日  | ～       | 8月10日  | 61         | 桐生大學附屬桐生第一高等學校           |                                        |                                          |                   |                      |
| 埼玉     | 令和2年度 夏季埼玉縣高等學校棒球大會      | 令和2年度 夏季埼玉縣高等學校棒球大會      | 8月8日   | ～       | 8月23日  | 147        | 狹山丘高等學校                         |                                        |                                          |                   |                      |
| 千葉     | 2020 夏季千葉縣高等學校棒球大會           | 2020 夏季千葉縣高等學校棒球大會           | 8月2日   | ～       | 8月18日  | 158        | 木更津綜合高等學校                     |                                        |                                          |                   |                      |
| 東京     | 2020年夏季東西東京都高等學校棒球大會      | 東東京                                    | 7月18日  | ～       | 8月8日   | 122        | 帝京高等學校                           |                                        | 東西決戰                                 | 8月10日           | 東海大學菅生高等學校 |
| 東京     | 2020年夏季東西東京都高等學校棒球大會      | 西東京                                    | 7月19日  | ～       | 8月7日   | 121        | 東海大學菅生高等學校                   |                                        | 東西決戰                                 | 8月10日           | 東海大學菅生高等學校 |
| 神奈川   | 令和2年度神奈川縣高等學校棒球大會         | 令和2年度神奈川縣高等學校棒球大會         | 8月1日   | ～       | 8月23日  | 175        | 東海大學附屬相模高等學校               |                                        |                                          |                   |                      |
| 山梨     | 2020年夏季山梨縣高等學校棒球大會          | 2020年夏季山梨縣高等學校棒球大會          | 7月23日  | ～       | 8月13日  | 34         | 東海大學附屬甲府高等學校               |                                        |                                          |                   |                      |
| 靜岡     | 2020夏季靜岡縣高等學校棒球大會            | 2020夏季靜岡縣高等學校棒球大會            | 7月11日  | ～       | 8月2日   | 108        | 聖隸克里斯多福高等學校                 |                                        |                                          |                   |                      |
| 愛知     | 夏季愛知縣高等學校棒球大會                | 夏季愛知縣高等學校棒球大會                | 7月4日   | ～       | 8月10日  | 182        | 中京大學附屬中京高等學校               |                                        |                                          |                   |                      |
| 岐阜     | 2020夏季岐阜縣高等學校棒球大會            | 2020夏季岐阜縣高等學校棒球大會            | 7月19日  | ～       | 8月2日   | 63         | 大垣日本大學高等學校                   |                                        | 2020年岐阜縣及三重縣高等學校棒球交流比賽 | 8月17日           | 大垣日本大學高等學校 |
| 三重     | 2020年三重縣高等學校棒球夏季大會          | 2020年三重縣高等學校棒球夏季大會          | 7月11日  | ～       | 8月9日   | 60         | 三重縣立員辨綜合學園高等學校           |                                        | 2020年岐阜縣及三重縣高等學校棒球交流比賽 | 8月17日           | 大垣日本大學高等學校 |
| 新潟     | 令和2年度新潟縣高等學校夏季棒球大會       | 令和2年度新潟縣高等學校夏季棒球大會       | 7月18日  | ～       | 8月6日   | 73         | 中越高等學校                           |                                        |                                          |                   |                      |
| 長野     | 2020年度夏季高等學校棒球長野縣大會        | 2020年度夏季高等學校棒球長野縣大會        | 7月18日  | ～       | 8月10日  | 78         | 佐久長聖高等學校                       |                                        |                                          |                   |                      |
| 富山     | TOYAMA2020高等學校棒球大會                | TOYAMA2020高等學校棒球大會                | 7月23日  | ～       | 8月11日  | 46         | 高岡第一高等學校                       |                                        |                                          |                   |                      |
| 石川     | 石川縣高等學校棒球大會                    | 石川縣高等學校棒球大會                    | 7月11日  | ～       | 8月9日   | 43         | 日本航空高等學校石川                   |                                        |                                          |                   |                      |
| 福井     | 福井縣高等學校棒球大會                    | 福井縣高等學校棒球大會                    | 7月18日  | ～       | 8月3日   | 30         | 敦賀氣比高等學校                       |                                        |                                          |                   |                      |
| 滋賀     | 令和2年度夏季滋賀縣高等學校棒球大會       | 令和2年度夏季滋賀縣高等學校棒球大會       | 7月18日  | ～       | 8月14日  | 49         | 近江高等學校                           |                                        |                                          |                   |                      |
| 京都     | 令和2年度夏季京都府高校棒球大會           | A組                                       | 7月11日  | ～       | 8月2日   | 10         | 龍谷大學附屬平安高等學校               |                                        |                                          |                   |                      |
| 京都     | 令和2年度夏季京都府高校棒球大會           | B組                                       | 7月11日  | ～       | 8月2日   | 10         | 京都府立乙訓高等學校                   |                                        |                                          |                   |                      |
| 京都     | 令和2年度夏季京都府高校棒球大會           | C組                                       | 7月11日  | ～       | 8月2日   | 10         | 京都文教高等學校                       |                                        |                                          |                   |                      |
| 京都     | 令和2年度夏季京都府高校棒球大會           | D組                                       | 7月11日  | ～       | 8月2日   | 10         | 京都府立洛東高等學校                   |                                        |                                          |                   |                      |
| 京都     | 令和2年度夏季京都府高校棒球大會           | E組                                       | 7月11日  | ～       | 8月2日   | 8          | 京都翔英高等學校                       |                                        |                                          |                   |                      |
| 京都     | 令和2年度夏季京都府高校棒球大會           | F組                                       | 7月11日  | ～       | 8月2日   | 9          | 京都府立北嵯峨高等學校                 |                                        |                                          |                   |                      |
| 京都     | 令和2年度夏季京都府高校棒球大會           | G組                                       | 7月11日  | ～       | 8月2日   | 9          | 京都府立北稜高等学校                   |                                        |                                          |                   |                      |
| 京都     | 令和2年度夏季京都府高校棒球大會           | H組                                       | 7月11日  | ～       | 8月2日   | 8          | 京都共榮學園高等學校                   |                                        |                                          |                   |                      |
| 大阪     | 令和2年大阪府高等學校棒球大會             | 令和2年大阪府高等學校棒球大會             | 7月18日  | ～       | 8月10日  | 169        | 因天候影響賽程，最終僅進行至準決賽結束 | 因天候影響賽程，最終僅進行至準決賽結束 |                                          |                   |                      |
| 兵庫     | 令和2年度夏季兵庫縣高等學校棒球大會       | 令和2年度夏季兵庫縣高等學校棒球大會       | 7月18日  | ～       | 8月7日   | 156        | 最終僅進行至五回戰結束                 | 最終僅進行至五回戰結束                 |                                          |                   |                      |
| 奈良     | 令和2年度奈良縣高等學校夏季棒球大會       | 令和2年度奈良縣高等學校夏季棒球大會       | 7月18日  | ～       | 8月6日   | 37         | 天理高等學校                           |                                        |                                          |                   |                      |
| 和歌山   | 2020 夏 高校棒球和歌山大會                | 2020 夏 高校棒球和歌山大會                | 7月18日  | ～       | 8月6日   | 39         | 智辯學園和歌山高等學校                 |                                        |                                          |                   |                      |
| 岡山     | 2020夏季岡山縣高等學校棒球大會            | 2020夏季岡山縣高等學校棒球大會            | 7月18日  | ～       | 8月10日  | 58         | 岡山縣立倉敷商業高等學校               |                                        |                                          |                   |                      |
| 廣島     | 令和2年夏季廣島縣高等學校棒球大會         | 令和2年夏季廣島縣高等學校棒球大會         | 7月11日  | ～       | 8月9日   | 88         | 廣島縣立廣島商業高等學校               |                                        |                                          |                   |                      |
| 鳥取     | 2020年夏季鳥取縣高等學校棒球大會          | 2020年夏季鳥取縣高等學校棒球大會          | 7月11日  | ～       | 7月31日  | 22         | 鳥取縣立倉吉東高等學校                 |                                        |                                          |                   |                      |
| 島根     | 令和2年度島根縣高等學校夏季棒球大會       | 令和2年度島根縣高等學校夏季棒球大會       | 7月17日  | ～       | 8月4日   | 39         | 益田東高等學校                         |                                        |                                          |                   |                      |
| 山口     | 山口高校生2020紀念杯夏季高等學校棒球大會  | 山口高校生2020紀念杯夏季高等學校棒球大會  | 7月11日  | ～       | 8月2日   | 55         | 高川學園高等學校                       |                                        |                                          |                   |                      |
| 香川     | 令和2年度香川縣高等學校棒球大會           | 令和2年度香川縣高等學校棒球大會           | 7月23日  | ～       | 8月13日  | 38         | 盡誠學園高等學校                       |                                        |                                          |                   |                      |
| 德島     | 德島縣高等學校優勝棒球大會                | 德島縣高等學校優勝棒球大會                | 7月12日  | ～       | 8月5日   | 30         | 德島縣立鳴門高等學校                   |                                        |                                          |                   |                      |
| 愛媛     | 令和2年度愛媛縣高等學校夏季棒球大會       | 令和2年度愛媛縣高等學校夏季棒球大會       | 8月1日   | ～       | 8月9日   | 52         | 松山聖陵高等學校                       |                                        |                                          |                   |                      |
| 高知     | 2020高知縣高等學校夏季特別棒球大會        | 2020高知縣高等學校夏季特別棒球大會        | 7月18日  | ～       | 8月2日   | 23         | 高知高等學校                           |                                        |                                          |                   |                      |
| 福岡     | 加油福岡2020                              | 北九州                                    | 7月18日  | ～       | 8月2日   | 32         | 九州國際大學附屬高等學校               |                                        |                                          |                   |                      |
| 福岡     | 加油福岡2020                              | 福岡                                      | 7月4日   | ～       | 8月3日   | 40         | 福岡縣立福岡高等學校                   |                                        |                                          |                   |                      |
| 福岡     | 加油福岡2020                              | 筑後                                      | 7月4日   | ～       | 8月3日   | 19         | 西日本短期大學附屬高等學校             |                                        |                                          |                   |                      |
| 福岡     | 加油福岡2020                              | 福岡中央                                  | 7月18日  | ～       | 8月2日   | 32         | 飯塚高等學校                           |                                        |                                          |                   |                      |
| 佐賀     | SAGA2020 SSP杯佐賀縣高等學校體育大會      | SAGA2020 SSP杯佐賀縣高等學校體育大會      | 7月13日  | ～       | 8月4日   | 37         | 龍谷高等學校                           |                                        |                                          |                   |                      |
| 長崎     | 令和2年度 長崎縣高等學校棒球大會          | 令和2年度 長崎縣高等學校棒球大會          | 7月11日  | ～       | 8月2日   | 54         | 長崎縣立大崎高等學校                   |                                        |                                          |                   |                      |
| 熊本     | 2020夏季熊本縣高等學校棒球大會            | 熊本市内                                  | 7月16日  | ～       | 8月2日   | 21         | 文德高等學校                           |                                        |                                          |                   |                      |
| 熊本     | 2020夏季熊本縣高等學校棒球大會            | 城北                                      | 7月16日  | ～       | 8月2日   | 13         | 有明高等學校                           |                                        |                                          |                   |                      |
| 熊本     | 2020夏季熊本縣高等學校棒球大會            | 城南                                      | 7月16日  | ～       | 8月3日   | 21         | 秀岳館高等學校                         |                                        |                                          |                   |                      |
| 大分     | 2020大分縣高等學校棒球大會                | 2020大分縣高等學校棒球大會                | 7月14日  | ～       | 7月31日  | 43         | 大分縣立津久見高等學校                 |                                        |                                          |                   |                      |
| 宮崎     | 宮崎縣高等學校棒球大會2020                | 宮崎縣高等學校棒球大會2020                | 7月11日  | ～       | 8月1日   | 46         | 宮崎日本大學高等學校                   |                                        |                                          |                   |                      |
| 鹿兒島   | 2020鹿兒島縣夏季高等學校棒球大會          | 2020鹿兒島縣夏季高等學校棒球大會          | 7月8日   | ～       | 7月29日  | 65         | 神村學園高等部                         |                                        |                                          |                   |                      |
| 沖繩     | 2020沖繩縣高等學校棒球夏季大會            | 2020沖繩縣高等學校棒球夏季大會            | 7月4日   | ～       | 8月2日   | 59         | 沖繩縣立八重山高等學校                 |                                        |                                          |                   |                      |

## 備註
1. ↑  日文原名：，常被稱為：夏季甲子園。

## 外部連結
- （日語） 第102回全国高等学校野球選手權大会 （页面存档备份，存于）（日本高等學校棒球連盟）